# Hooverphonic
Hooverphonic este o trupă belgiană care s-a format în octombrie 1995. Deși a fost clasificată inițial ca un grup de trip hop, aceasta și-a extins rapid gama muzicală până la punctul în care acesta nu mai poate fi descrisă ca un gen unic, ci mai degrabă drept o fuziune de rock alternativ, muzică electronică, electro-pop, rock și altele. Trupa s-a numit inițial Hoover, dar ulterior și-a schimbat numele în Hooverphonic, după ce au descoperit că alte grupuri foloseau deja numele Hoover și pentru a evita orice probleme legale cu compania de aspiratoare cu același nume. 
La 10 octombrie 2008, Geike Arnaert, cântăreața principală a trupei, a anunțat că va părăsi grupul până la sfârșitul anului pentru a-și continua cariera solo. Arnaert lucra la material solo de câteva luni. Ultimul concert pe care Hooverphonic l-a susținut cu Geike a fost pe 13 decembrie 2008 în Tele-Club, Ekaterinburg, Rusia. Acesta a fost filmat de postul local MTV și a fost afișat la televiziunea rusă în 2009. 
La 29 octombrie 2010, Hooverphonic a anunțat un nou single pe site-ul lor. Videoclipul a prezentat paisprezece cântăreți posibili, dar doar unul dintre ei, Noémie Wolfs, s-a dovedit a fi adevăratul succesor al lui Geike Arnaert. La 4 noiembrie 2010, noua cântăreață a fost anunțată la De Laatste Show la VRT, organizația de radiodifuziune publică flamandă. 
La 26 martie 2015, Hooverphonic a anunțat că Noémie Wolfs va părăsi trupa „de comun acord”. În aprilie 2018, Hooverphonic și-a prezentat noua cântăreață, pe Luka Cruysberghs. 
Aceștia a fost aleși drept reprezentanți ai Belgiei la Concursul Muzical Eurovision 2020 de la Rotterdam cu melodia „Release Me”, dar concursul a fost anulat din cauza pandemiei de COVID-19.
În 2021, au reprezentat Belgia la Concursul Muzical Eurovision, cu piesa „The Wrong Place”, calificându-se în finală. 

## Discografie
- A New Stereophonic Sound Spectacular (1996)
- Blue Wonder Power Milk (1998)
- The Magnificent Tree  (2000)
- Hooverphonic Presents Jackie Cane  (2002)
- No More Music Sweet / More Sweet Music (2005)
- The President of the LSD Golf Club (2007)
- The Night Before (it) (2010)
- Reflection (2013)
- In Wonderland (2016)
- Looking For Stars (2018)